# Memories (さとみのアルバム)
『Memories』はさとみの1stミニアルバムである。2019年9月25日発売。発売元はSTPR Records。

## 概要
- さとみ初のアルバム。
- 規格品版は以下の通り。
  - 初回限定盤：STPR-9002/3
  - 通常盤：STPR-1002
- ジャケットにはイラストレーターのnanaoによるイラストが用いられている[1]。

## チャート成績
- 2019年10月7日付けのオリコン週間アルバムチャートで2位を記録[2]。
- 2019年のオリコン年間アルバムチャートで69位を記録[3]。
- 2019年のオリコン年間インディーズアルバムチャートで5位を記録[4]。
- オリコン月間アニメアルバムチャートの2019年9月度で1位を獲得[5]。

## 収録曲

### CD
1. 赤道セニョール [3:53]（さとみ×ころん）
作詞・作曲・編曲：斉門
2. Love Sick [3:25]
作詞・作曲・編曲：NA.ZU.NA
3. 涙色 [3:46]
作詞：Yu-ki Kokubo
作曲：Yu-ki Kokubo、家原正樹
編曲：家原正樹
4. 君しか愛せない [3:54]
作詞：さとみ、松本有加
作曲・編曲：三好啓太
5. Still Love [4:03]
作詞：さとみ、木村有威
作曲：Yu-ki Kokubo、ArmySlick
編曲：ArmySlick
6. 約束 [3:24]
作詞・作曲・編曲：大濱健悟
7. Feeling Love [3:47]（すとぷり）
作詞：Giz'Mo
作曲：Giz'Mo、ArmySlick
編曲：ArmySlick
8. 恋をはじめよう [3:57]
作詞：Yu-ki Kokubo
作曲：Yu-ki Kokubo、家原正樹
編曲：家原正樹

### 初回限定CD
ボイスドラマを収録。
1. 眠れない夜は側においで
2. 君しか愛せない